# Aiguille de Triolet
Aiguille de Triolet – szczyt w Masywie Mont Blanc, w grupie Triolet-Verte. Leży na granicy między Francją (departament Górna Sabaudia), a Włochami (region Dolina Aosty). Widoczny jest ze schronisk Refuge du Couvercle (2687 m) i Refuge d’Argentière (2771 m) po stronie francuskiej oraz z Rifugio Cesare Dalmazzi al Triolet (2590 m) po stronie włoskiej. Pod szczytem leżą lodowce: Glacier de Talèfre i Glacier d’Argentière.
Pierwszego wejścia na szczyt dokonali J.A.G. Marshall, U. Almer i J. Fischer 26 sierpnia 1874 r.